# UCI Oceania Tour 2007-2008
L'UCI Oceania Tour 2007-2008 és la quarta edició de l'UCI Oceania Tour, un dels cinc circuits continentals de ciclisme de la Unió Ciclista Internacional. Està format per sis proves, organitzades entre el 14 d'octubre de 2007 i el 3 de febrer de 2008 a Oceania. En aquesta edició el Tour Down Under deixa de formar part d'aquest circuit a passar a la categoria UCI ProTour.
La victòria fou pel neozelandès Hayden Roulston, vencedor del Tour de Southland i del Campionat d'Oceania en ruta.

## Calendari de les proves

### Octubre de 2007
| Data  | Cursa                            | Cat. | Vencedor       | Equip      |
| ----- | -------------------------------- | ---- | -------------- | ---------- |
| 15-21 | Herald Sun Tour                  | 2.1  | Matthew Wilson | Unibet.com |
| 27    | Melbourne to Warrnambool Classic | 1.2  | Timothy Decker | Bendigo    |

### Novembre de 2007
| Data | Cursa                                 | Cat. | Vencedor        | Equip                |
| ---- | ------------------------------------- | ---- | --------------- | -------------------- |
| 5-10 | Tour de Southland                     | 2.2  | Hayden Roulston | Trek Zookeepers Cafe |
| 14   | Campionat d'Oceania de contrarellotge | CC   | Gordon McCauley | Nova Zelanda         |
| 18   | Campionat d'Oceania en ruta           | CC   | Hayden Roulston | Nova Zelanda         |

### Gener de 2008
| Data | Cursa              | Cat. | Vencedor     | Equip                  |
| ---- | ------------------ | ---- | ------------ | ---------------------- |
| 30-3 | Tour de Wellington | 2.2  | Travis Meyer | Southaustralia.com-AIS |

## Classificacions finals
| Pos | Ciclista               | Equip                  | Punts |
| --- | ---------------------- | ---------------------- | ----- |
| 1.  | Hayden Roulston (NZL)  | -                      | 193   |
| 2.  | Travis Meyer (AUS)*    | Southaustralia.com-AIS | 91    |
| 3.  | Joseph Chapman (NZL)   | -                      | 77    |
| 4.  | Paul Odlin (NZL)       | -                      | 60    |
| 5.  | Joost van Leijen (NED) | Van Vliet-EBH Elshof   | 52    |
| 6.  | Marc Ryan (NZL)        | -                      | 50    |
| 7.  | Gordon McCauley (NZL)  | -                      | 46    |
| 8.  | David Pell (AUS)       | Savings & Loans        | 43    |
| 8.  | Rory Sutherland (AUS)  | Health Net-Maxxis      | 43    |
| 10. | Clinton Avery (NZL)*   | -                      | 40    |
| 10. | Julian Dean (NZL)      | Garmin-Chipotle        | 40    |
| 10. | Timothy Decker (AUS)   | -                      | 40    |

| Pos | Equip                    | País          | Punts |
| --- | ------------------------ | ------------- | ----- |
| 1.  | Southaustralia.com-AIS   | Austràlia     | 174   |
| 2.  | Bissell Pro Cycling Team | Estats Units  | 103   |
| 3.  | Savings & Loans          | Austràlia     | 100   |
| 4.  | Van Vliet-EBH Elshof     | Països Baixos | 52    |
| 5.  | Garmin-Chipotle          | Estats Units  | 48    |
| 6.  | Health Net-Maxxis        | Estats Units  | 43    |
| 7.  | Praties                  | Austràlia     | 36    |
| 8.  | Toyota-United            | Estats Units  | 35    |
| 9.  | Drapac Porsche           | Austràlia     | 23    |
| 10. | Team Budget Forklifts    | Austràlia     | 18    |

| Pos | País         | Punts   |
| --- | ------------ | ------- |
| 1.  | Austràlia    | 1.230,7 |
| 2.  | Nova Zelanda | 793,2   |

| Pos | País         | Punts |
| --- | ------------ | ----- |
| 1.  | Austràlia    | 670   |
| 2.  | Nova Zelanda | 143   |